# Jeff Horner
Jeff Horner (Mason City, 1º agosto 1983) è un ex cestista, allenatore di pallacanestro e dirigente sportivo statunitense, professionista nella NBDL e in Europa.